# بایرام‌اوغلو (اردهان)
بایرام‌اوغلو (به ترکی استانبولی: Bayramoğlu) یک منطقهٔ مسکونی در ترکیه است که در استان اردهان واقع شده‌است.